# پریکلیس پیراکوس-ماورومیچالیس
پریکلیس پیراکوس-ماورومیچالیس (یونانی: Περικλής Πιερράκος Μαυρομιχάλης؛ ۱۸۶۳ – ۱۹۳۸) یک سرباز، سیاست‌مدار و شمشیرباز اهل یونان بود.
از افتخارات وی میتوان به کسب مدال برنز شمشیربازی فلوره در بازی‌های المپیک تابستانی ۱۸۹۶ اشاره کرد.